# Odăile (okręg Prahova)
Odăile – wieś w Rumunii, w okręgu Prahova, w gminie Puchenii Mari. W 2011 roku liczyła 583 mieszkańców.